# Evan T. Pritchard
Evan T. Pritchard (1955.).- Micmac Indijanac, antropolog, povjesničar, pisac i glazbenik, porijeklom od bande Miramichi. Utemeljitelj je i direktor Centra za Algonkinsku kulturu (The Center for Algonquin Culture) i profesor domorodačke američke povijesti na Marist College-u u Poughkeepsieju, NY, gdje predaje i filozofiju, i profesor američkih indijanskih studija na Gallatin School-u na New York University. Evan je autor niza knjiga među kojima su mu najpoznatije No Word for Time : The Way of the Algonquin People (2001) i Native American Stories of the Sacred: Annotated & Explained (2005).
Predaje na studijima o američkim Indijancima na Sveučilištu Paceu, koledžu Vassar i koledžu Maristu. Direktor je Centra za algonkinsku kulturu. Gost na radijskim emisijama i na History Channelu. Živi u Hudson Valleyu New York.

## Vanjske poveznice
- Books by 'Evan T. Pritchard'
- The Center for Algonquin Culture  Arhivirana inačica izvorne stranice od 17. rujna 2007. (Wayback Machine)
- WorldCat